# Giuseppe Vallemani

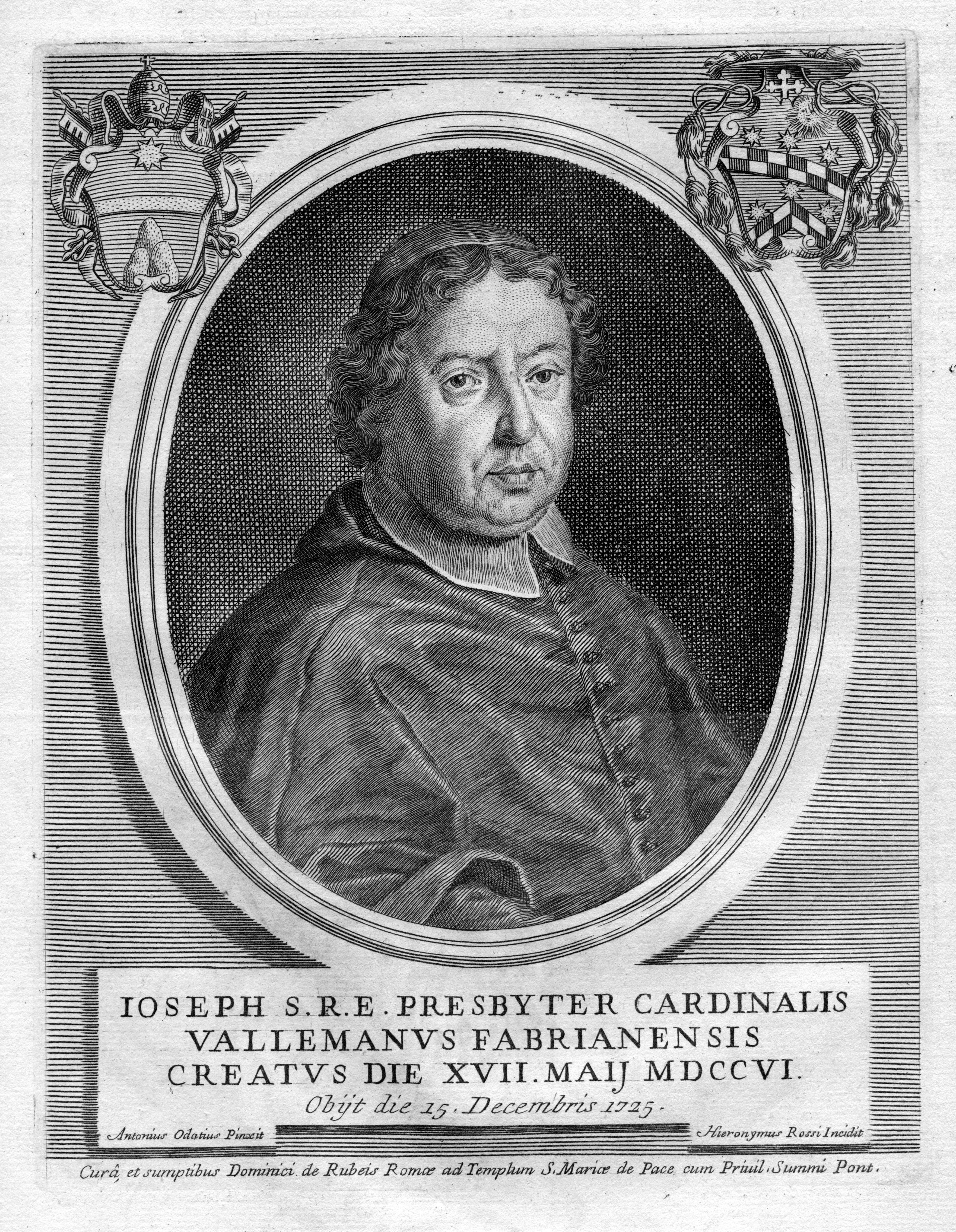
Giuseppe Kardinal Vallemani (Porträtstich von Girolamo Rossi; 1. Hälfte 18. Jhd.)

Giuseppe Vallemani (* 9. Dezember 1648 in Fabriano; † 15. Dezember 1725 in Rom) war ein italienischer Kardinal der Römischen Kirche. Er war Mitglied der Kurie.

## Leben
Giuseppe Vallemani war ein Sohn des Grafen Rinaldo Vallemani und dessen Ehefrau Maddalena della Genga. Er studierte an der Universität von Macerata, wo er zum Doctor iuris utriusque promoviert wurde. Er übersiedelte nach Rom und kam an den Hof von Kardinal Emilio Altieri, der später als Clemens X. Papst wurde. Als Kaplan Seiner Heiligkeit wurde er Referendar an den Tribunalen der Apostolischen Signatur, später auch Kanoniker der Vatikanbasilika. Von Juli 1675 bis August 1676 war er Präfekt des Archivs in der Engelsburg. Am 17. Juni 1690 wurde er Sekretär der Ritenkongregation. Die Priesterweihe empfing er am 17. Januar 1700.
Am 5. Dezember 1701 wurde er zum Titularerzbischof von Atene ernannt. Die Bischofsweihe spendete ihm Kardinal Fabrizio Paolucci. Giuseppe Vallemani wurde am 8. Dezember 1701 zum Päpstlichen Thronassistenten ernannt. Papst Clemens XI. erhob Vallemani im Konsistorium vom 17. Mai 1706 in pectore und ernannte ihn zum Kardinalpriester, was im August 1707 publiziert wurde. Den Kardinalshut und die Titelkirche Santa Maria degli Angeli wurden Giuseppe Vallemani am 28. November 1707 verliehen. Er nahm am Konklave 1721 teil, das Papst Innozenz XIII. wählte. Weiterhin war er Teilnehmer des Konklave 1724, bei dem Benedikt XIII. zum neuen Pontifex gewählt wurde.
Giuseppe Vallemani starb am 15. Dezember 1725 um 10 Uhr 15 vormittags in Rom und wurde in der dortigen Kirche Santi XII Apostoli beigesetzt.